# Robert Gillon (homme politique)
Pour les articles homonymes, voir Robert Gillon et Gillon.
Robert Gillon, né le 10 décembre 1884 à Courtrai (Belgique) et mort le 25 juillet 1972 dans la même ville, est un homme politique et écrivain belge.
Membre du parti libéral, il est élu trois fois à la présidence du sénat de Belgique de 1939 à 1947, de 1949 à 1950 et de 1954 à 1958.

## Éléments biographiques
Robert Paul Raymond Gillon a obtenu son doctorat en droit à l’université de Gand. Il s’est inscrit au barreau de Courtrai dont il a été le bâtonnier entre 1927 et 1937.
Il a été conseiller provincial de Flandre-Occidentale de 1921 à 1933 et sénateur, coopté ou élu direct, de l’arrondissement de Courtrai de 1932 à 1971. Il a présidé trois fois la haute assemblée : de 1939 à 1947, de 1949 à 1950 et de 1954 à 1958.
Gillon était considéré comme un connaisseur de l’Espagne et a écrit plusieurs ouvrages sur ce pays. Il a suivi de près la Guerre civile espagnole, mais n’a publié aucun livre sur ce sujet.
En 1945, il fut nommé ministre d’État.

## Publications
- Vers Stamboul (...), Courtrai, 1909
- Visions d’Espagne et de Lusitanie, Courtrai, 1910
- La Vallée des Hypogées. Du Caire au Nil bleu, Bruxelles, 1911
- Le Crépuscule des sultans. Silhouettes d’Islam, Bruxelles, 1913
- Une affaire d’évasion à Havelberg. Le statut juridique du prisonnier de guerre civile, Bruxelles, 1919.
- Dans l’ombre d’un trône. Les fatales amours d’Ana de Mendoza, Bruxelles, 1925
- Silhouettes espagnoles, cinq volumes
  1. Ségovie, Bruxelles, 1949
  2. Souvenirs de Jeanne la Folle et de Charles Quint, Bruxelles, 1952
  3. Don Juan d’Autriche, Bruxelles, 1954
  4. Visages du passé, Bruxelles, 1954
  5. Souvenirs de Don Pedre et de l’Excellente Dame, Bruxelles, 1955
- Opinions-beschouwingen, Bruxelles, 1966